# Neptis lucida
Neptis lucida är en fjärilsart som beskrevs av Lee 1962. Neptis lucida ingår i släktet Neptis och familjen praktfjärilar. Inga underarter finns listade i Catalogue of Life.